# A Dádiva de Kalmthout
A Dádiva de Kalmthout (The Gift of Kalmthout), ou A Virgem e o Menino e Doadores, é uma pintura a óleo sobre madeira de carvalho de 1511 do pintor flamengo do renascimento Goswin van der Weyden que se destinou inicialmente a decorar um Mosteiro de Kalmthout e se encontra actualmente na Gemäldegalerie de Berlim.

## Descrição
O casal ajoelhado, Arnold de Louvaina (m. 1250) e a sua esposa Elisabete de Breda, no século XIII, legaram o distrito de Kalmthout a um mosteiro. Consequentemente, os esposos, já falecidos há muito tempo, estão representados sustentando cada um pequenos montículos de terra onde crescem pequenas árvores, representando o dito distrito. Eles estão a entregar a sua oferenda à Virgem Maria como o seu verdadeiro destinatário, já que na Idade Média apenas pessoas reais, e não instituições (o Mosteiro), podiam representar entidades legais, de modo que uma doação piedosa teria que ser doada a uma pessoa santa.
Goswin van der Weyden deve ter herdado do seu pai pinturas da oficina do seu afamado avô, Rogier van der Weyden, e apesar de estas já terem sido pintadas há bastante tempo, usou-as como modelos das suas próprias pinturas. Em A Dádiva de Kalmthout, Goswin provavelmente baseou a senhora à direita num desenho para o Retrato de Isabel de Portugal (Getty Center, Los Angeles). O traje imitado do modelo de Rogier, que era antiquado no início do século XVI quando a pintura foi executada, adquire assim um outro significado, uma vez que a cena se refere a um oferenda feita no passado (no século XIII), estando o casal já falecido há cerca de dois séculos. Ainda que as figuras do casal sejam as típicas do século XV, o estilo de pintura e a paisagem em fundo não escondem a influência da arte contemporânea tal como era praticada em Antuérpia onde Goswin se tinha estabelecido por volta de 1499. 

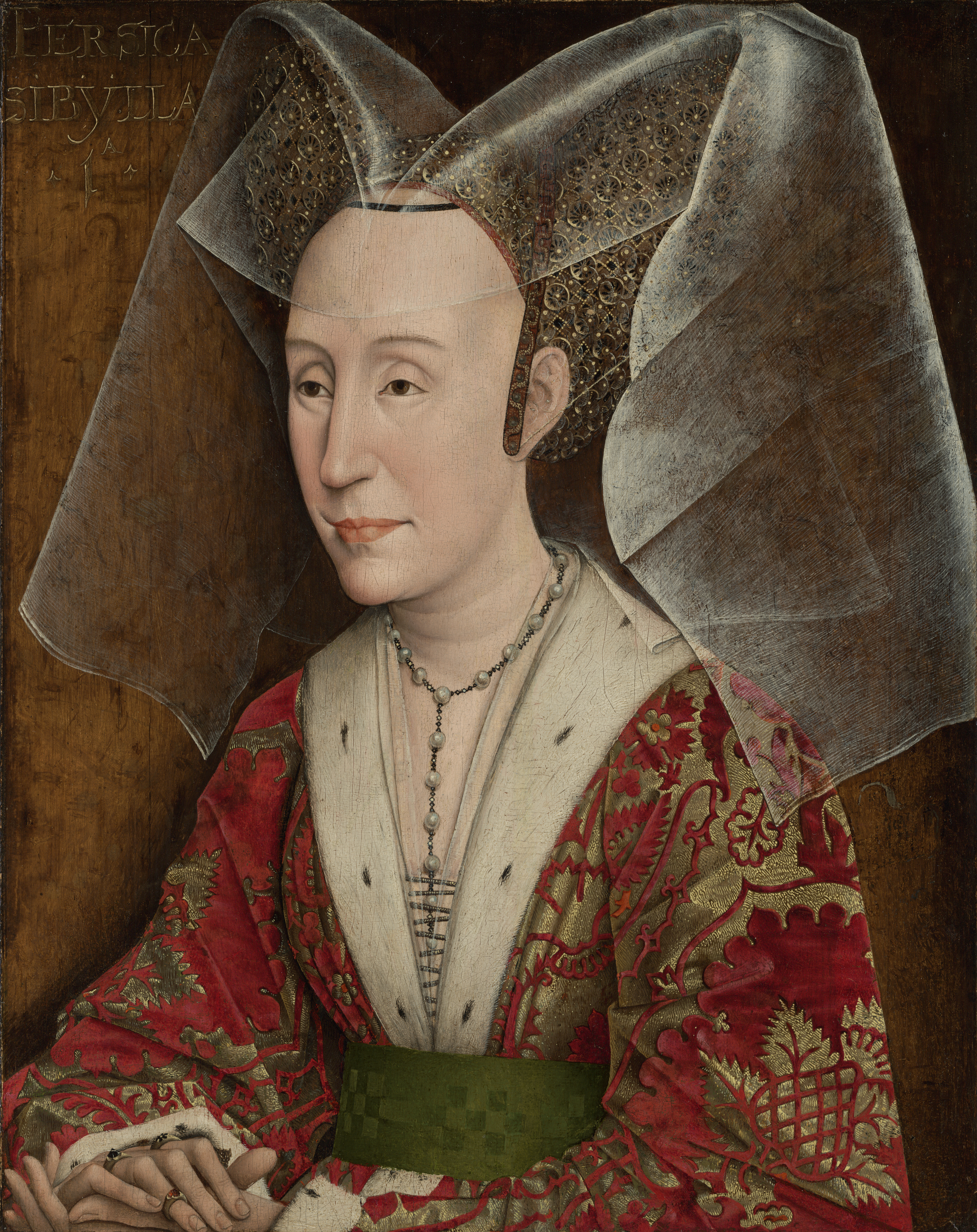
Retrato de Isabel de Portugal (c. 1450), atribuido a Rogier van der Weyden.

Mas a sua ascendência constituia, obviamente, uma fonte de orgulho para Goswin, a ponto de aos 70 anos de idade ainda se referir ao seu avô numa inscrição de um retábulo da Abadia de Tongerlo (Westerlo). Numa forma de louvor amplamente corrente na época, comparando-o ao pintor mais famoso da antiguidade clássica, descreveu o seu avô Rogier como o "Apeles da sua época".